# Mario Strikers: Battle League Football
Mario Strikers: Battle League Football (également connu sous le nom Mario Strikers: Battle League au Japon et aux États-Unis), est un jeu vidéo de sport co-développé par Next Level Games et Nintendo EPD et édité par Nintendo, sorti le 10 juin 2022 sur Nintendo Switch. Il s'agit du troisième opus de la série des Mario Strikers, quinze ans après l'épisode Mario Strikers Charged Football sorti sur Wii. Il est jouable de un à huit joueurs.

## Système de jeu

### Généralités
Mario Strikers: Battle League est un jeu vidéo de football à cinq contre cinq. Le jeu conserve le principal but du football, où les joueurs doivent contrôler leurs personnages sur un terrain dans le but de passer et de tirer la balle dans une cage pour marquer des buts, l'équipe avec le plus de buts à la fin du match remportant la partie. Si les deux équipes ne parviennent pas à se départager lors du temps réglementaire, une prolongation avec but en or se déroule.
Les équipes sont composées de quatre personnages ainsi que d'un gardien. Les quatre joueurs de champ sont choisis par le joueur parmi la sélection de personnages principaux de la franchise. Tous les personnages ne peuvent être sélectionnés qu'une fois par équipe à l’exception de Yoshi et de Toad, espèces composées de plusieurs individus au sein de l'univers. Le rôle du gardien de but, dorénavant contrôlé par l'ordinateur, est assuré par le Koopa Boum Boum qui assure la protection des cages qui remplace ainsi Kritter qui avait tenu ce rôle dans les deux opus précédents de la série.
Les deux équipes s'affrontent dans un stade avec un terrain similaire à la discipline du futsal délimité par une clôture électrifiée encadrant l'ensemble du terrain, donnant possibilité aux joueurs de tacler ses adversaires dans cette zone pour les assommer un court instant,.

### Mécaniques de jeu
À l'instar des précédents opus de la série, Battle League propose différentes mécaniques de jeu pour permettre de prendre l'avantage sur son adversaire à l'aide de pouvoirs spéciaux ou d'actions qui s’opposent à une simulation classique de football.
En contrôlant un personnage avec le ballon, le joueur peut librement déplacer son personnage sur le terrain, accélérer ou dribbler pour garder la possession et progresser vers les cages adverses. Sans possession du ballon, le joueur peut faire usage de tacles ou d'effectuer une charge puissante pour tenter de reprendre le ballon à son adversaire. Chacune de ses actions possède une forme plus puissante nommée actions parfaites. En déclenchant l'action à un timing précis ou en prenant soin de charger l'action, le joueur pourra effectuer des tirs puissants, des passes inarrêtables ou des dribbles boostés.
Les tacles et les charges agressives sur les adversaires sont autorisés sans restriction mais leur utilisation peut donner à son adversaire le gain d'un ensemble d'objets de l'univers de Mario. Les objets fonctionnent sur le même principe que dans Mario Kart ou Mario Tennis. En collectant ces objets qui sont distribués par les spectateurs dans le stade, le joueur pourra lancer des peaux de banane sur le terrain, tirer des carapaces vertes ou rouges sur ses adversaires ou encore devenir invulnérable à l'aide d'une super étoile.
Pendant le match, une orbe lumineuse peut faire son apparition sur le terrain. L'équipe qui parvient à collecter cette orbe en premier gagne la possibilité d'effectuer une hyper frappe durant une vingtaine de secondes. Elle peut être effectuée par l'ensemble des personnages de l'équipe et n'est plus restreint au capitaine de l'équipe. L'hyper frappe est un tir spécial valant pour deux buts, elle est déclenchée en maintenant le bouton de tir pendant un court instant où le joueur devra positionner à deux reprises dans une jauge de tir un curseur dans des zones bleues pour augmenter ou même assurer les chances de marquer son tir spécial,.

### Personnages
Dans le jeu, le joueur choisit un personnage de la franchise Mario comme Mario, Princesse Peach ou Harmonie, qui fait ses débuts dans la série.
Tous les personnages possèdent des statistiques de base comme la force, la vitesse, le tir, les passes et la technique, affectant le style de jeu qui sera orienté dans un rôle défensif ou offensif selon la répartition,.
Les joueurs peuvent faire appel à dix joueurs de champ pour leur équipe :
| Personnages disponibles au lancement | Personnages disponibles au lancement | Personnages disponibles au lancement | Personnages disponibles au lancement | Personnages disponibles au lancement | Personnages disponibles au lancement | Personnages disponibles au lancement | Personnages disponibles au lancement | Personnages disponibles au lancement | Personnages disponibles au lancement |
| ------------------------------------ | ------------------------------------ | ------------------------------------ | ------------------------------------ | ------------------------------------ | ------------------------------------ | ------------------------------------ | ------------------------------------ | ------------------------------------ | ------------------------------------ |
| Mario                                | Luigi                                | Bowser                               | Peach                                | Harmonie                             | Toad                                 | Yoshi                                | Donkey Kong                          | Wario                                | Waluigi                              |

Nintendo a confirmé que davantage de personnages seront ajoutés après le lancement en tant que contenu téléchargeable additionnel gratuit.
| Personnages disponibles en DLC | Personnages disponibles en DLC |
| ------------------------------ | ------------------------------ |
| Vague 1 (21 juillet 2022)      | Daisy, Maskass                 |
| Vague 2 (22 septembre 2022)    | Pauline, Diddy Kong            |
| Vague 3 (14 décembre 2022)     | Bowser Jr., Birdo              |

Selon une exploration de données, dix personnages supplémentaires pourraient être ajoutés, mais en fin de compte, seulement six nouveaux personnages supplémentaires ont été ajoutés dans le jeu.

### Équipement
Une des nouveautés de Battle League est la possibilité de personnaliser les personnages avec divers équipements. Ces équipements se répartissent en quatre catégories que ce sont la tête, les bras, le torse et les jambes. Ils peuvent être achetés à l'aide de pièces virtuelles, obtenables en participants à des matchs. En outre de modifier l'apparence des personnages, les équipements ont pour principal but de permettre au joueur d'ajuster les statistiques et style de jeu d'un personnage, ces derniers attribuant un bonus-malus de statistique pour chaque pièce portée.
Le joueur a la possibilité d'acheter à un personnage des pièces d'équipement parmi les cinq sets proposés, nommés Ardeur, Turbo, Brio, Canon et Synchro. Chaque équipement acquis est propre à un personnage et, une fois équipé, attribue un bonus de deux points dans une des statistiques avec un malus d'autant à une autre.
Un sixième set, nommé Bushido, est déblocable une fois que le joueur a gagné les six coupes proposées en mode normal. Le fonctionnement de ce set diffère de celui des autres car chaque pièce d’équipement portée attribue un bonus de quatre points pour une statistique au détriment d'un point pour les autres.
Davantage de sets d'équipements sont disponibles en contenu téléchargeable additionnel gratuit.

### Modes de jeu
Le jeu propose plusieurs modes de jeu pour disputer des matchs en solo, en multijoueur local ou en ligne,,.
Le premier mode, Match rapide, permet comme son nom l'indique de disputer un match en local, sans fil local ou en ligne. Il est possible de modifier plusieurs paramètres comme la durée du match, le niveau de l'ordinateur et la possibilité d'activer ou non les objets et les hyper frappes. En local sur la même console, jusqu'à huit joueurs peuvent jouer à des matchs, en utilisant chacun un seul Joy-Con, permettant de participer à des matchs à quatre contre quatre tandis que l'ordinateur gère le gardien de but. En sans fil local, jusqu'à quatre consoles avec deux joueurs peuvent se connecter pour disputer des matchs à huit joueurs. Enfin, Il est possible également de jouer des matchs en ligne pour affronter amis ou inconnus via Internet. Ce dernier nécessite que le joueur ait un abonnement au service Nintendo Switch Online.
Le deuxième mode est le mode Coupe. Il s'agit d'un tournoi à élimination où le joueur devra gagner une série de matchs d'une durée de quatre minutes pour progresser et remporter la coupe à travers les cinq coupes proposées qui sont accessibles au début du jeu. Une fois ces coupes remportés, une sixième coupe se débloque. Ce mode est jouable en solo ou en multijoueur avec jusqu'à quatre joueurs qui contrôlent l'équipe complète.
Il est également possible de jouer en multijoueur en ligne dans le nouveau mode Club Strikers où des groupes de 20 joueurs maximum peuvent former leur propre club. Les clubs se défient lors de plusieurs matchs lors de saisons hebdomadaires au sein d'une ligue classées en divisions. En fonction de leurs résultats sur la saison, le club pourra être promu ou relégué dans les divisions supérieures ou inférieures. Le propriétaire du club à la possibilité de personnaliser les symboles du club tel que le nom du club, le maillot, leur écusson ou encore le style du stade.
Enfin, un dernier mode entrainement propose une série de didacticiels pour apprendre et maitriser les différentes commandes du jeu. Dans les huit leçons proposées, le joueur se verra enseigner une ou plusieurs mécaniques du jeu qu'il devra reproduire face à l'ordinateur pour valider la leçon. Un match d'entrainement complète ce mode où le joueur pourra s'exercer durant un match complet de quatre minutes.

## Développement
Mario Strikers: Battle League Football est annoncé le 9 février 2022, lors d'une présentation Nintendo Direct, pour une sortie le 10 juin 2022. Il s'agit du troisième opus de la série, et le premier depuis quinze ans après l'épisode Mario Strikers Charged Football sorti sur Wii.
Le jeu est co-développé par Next Level Games et Nintendo EPD.
Une démo jouable, nommée First Kick, est annoncée le 27 mai 2022 et disponible immédiatement sur le Nintendo eShop. Elle propose au joueur de tester le jeu sous deux modes ; le mode entrainement proposant au joueur une série de didacticiels pour découvrir les commandes du jeu ainsi que le mode Match rapide en ligne en mode coopératif sur six créneaux d'une heure le samedi 4 juin et dimanche 5 juin 2022.

### Contenu téléchargeable additionnel
Le jeu offre après sa sortie du contenu téléchargeable additionnel gratuit qui est disponible par vague.
La première vague est disponible depuis le 21 juillet 2022. Elle propose deux nouveaux personnages (Daisy et Maskass), un nouveau set d'équipement chevalier et un nouveau terrain nommé Ruines du désert.
La deuxième vague est disponible depuis le 22 septembre 2022. Elle propose deux nouveaux personnages (Pauline et Diddy Kong), un nouveau set d'équipement tonneau et un nouveau terrain nommé Planetoid Stadium.
La troisième vague est disponible depuis le 14 décembre 2022. Elle propose deux nouveaux personnages (Bowser jr et Birdo), un nouveau set d'équipement crustacé et un nouveau terrain nommé Hauteurs urbaines.

## Accueil

### Critiques
Mario Strikers: Battle League Football est moyennement à bien noté par la presse qui, malgré les qualités visuelles et fluides du jeu avec des mécaniques de jeu appréciées, lui reproche un manque de contenu qui est jugé trop faible. Les agrégateurs de note Metacritic et OpenCritic indiquent une note moyenne d'environ 75 sur 100, avec respectivement 83 et 60 critiques en référence,.
La presse pointe globalement un manque de contenu, notamment en mode de jeu solo. Aucun mode histoire n'étant proposé, le contenu solo s'étend sur les modes Match Rapide et le mode Coupe dont le joueur pourra rapidement triompher, comme le dénonce le site IGN, décrivant « une expérience un peu mince dans l'ensemble ». Que ce soit au lancement à travers les dix personnages, les vingt éléments d'équipement ou les six stades, l'expérience devient vite redondante selon Jeuxvideo.com qui reproche « qu'on fait vite le tour des combinaisons ».
Battle League tourne en 1080p en mode dock et en 720p en mode portable. En termes de fréquence d’affichage, le site d'analyse Digital Foundry trouve le jeu « remarquablement stable » avec un affichage à 60 images par seconde (ips) durant les phases de jeu aussi bien qu'en mode dock qu'en mode portable. Lorsque le jeu se focalise en plus gros plan sur les personnages comme lors des cutscenes ou des ralentis, la fréquence baisse à 30 ips. Dans les deux modes, quelques chutes ont pu être observé dans de rares occasions.

### Ventes
Lors de sa première semaine de commercialisation, le jeu se vend à 32 173 exemplaires au Japon, le classant en deuxième position derrière l'autre sortie Demon Slayer: Kimetsu no Yaiba - The Hinokami Chronicles. Au Royaume-Uni, le jeu entre en tête des ventes hebdomadaire de la semaine 23 mais avec des ventes inférieures aux lancements des derniers jeux de sport Mario avec 20 % de moins que Mario Golf: Super Rush et 6 % de moins que Mario Tennis Aces. Au 30 juin 2022, le jeu s'est écoulé à 1,91 million d'exemplaires à travers le monde.